# 奧敦希尹
奥敦希尹（？—1274年），蒙古帝国官员，女真人，奥敦氏，奧敦保和的第四子，奧敦希愷的弟弟。
元世祖中统年间，担任真定路行军千户，中统三年（1262年）跟随史天泽参与讨伐李璮的叛乱。每战，矢无虚发。录功，自右卫经历，六次升迁，至元十一年（1274年）官至同知广东道宣慰司事，在任上去世。